# Pustak ścienny

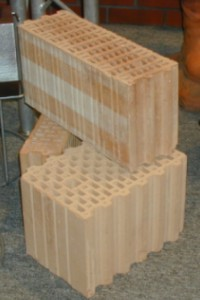
Pustaki ścienne ceramiczne

Pustak ceramiczny do przewodów wentylacyjnych

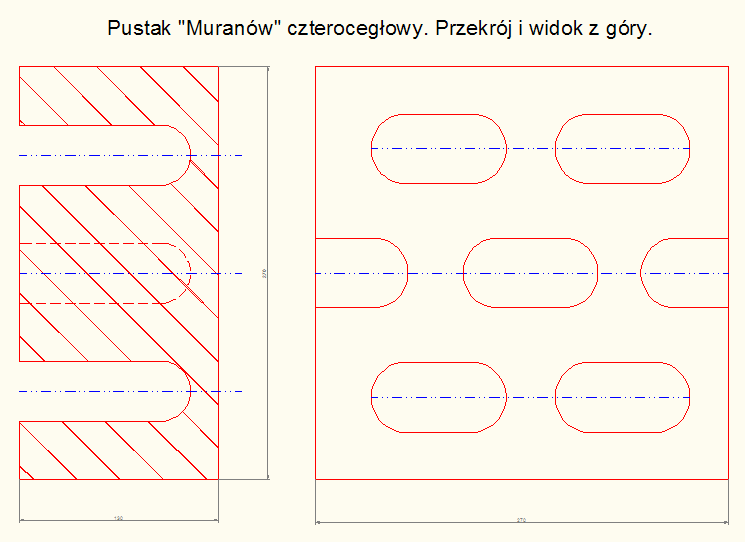
Pustak czterocegłowy „Muranów” (130×270×270 mm)

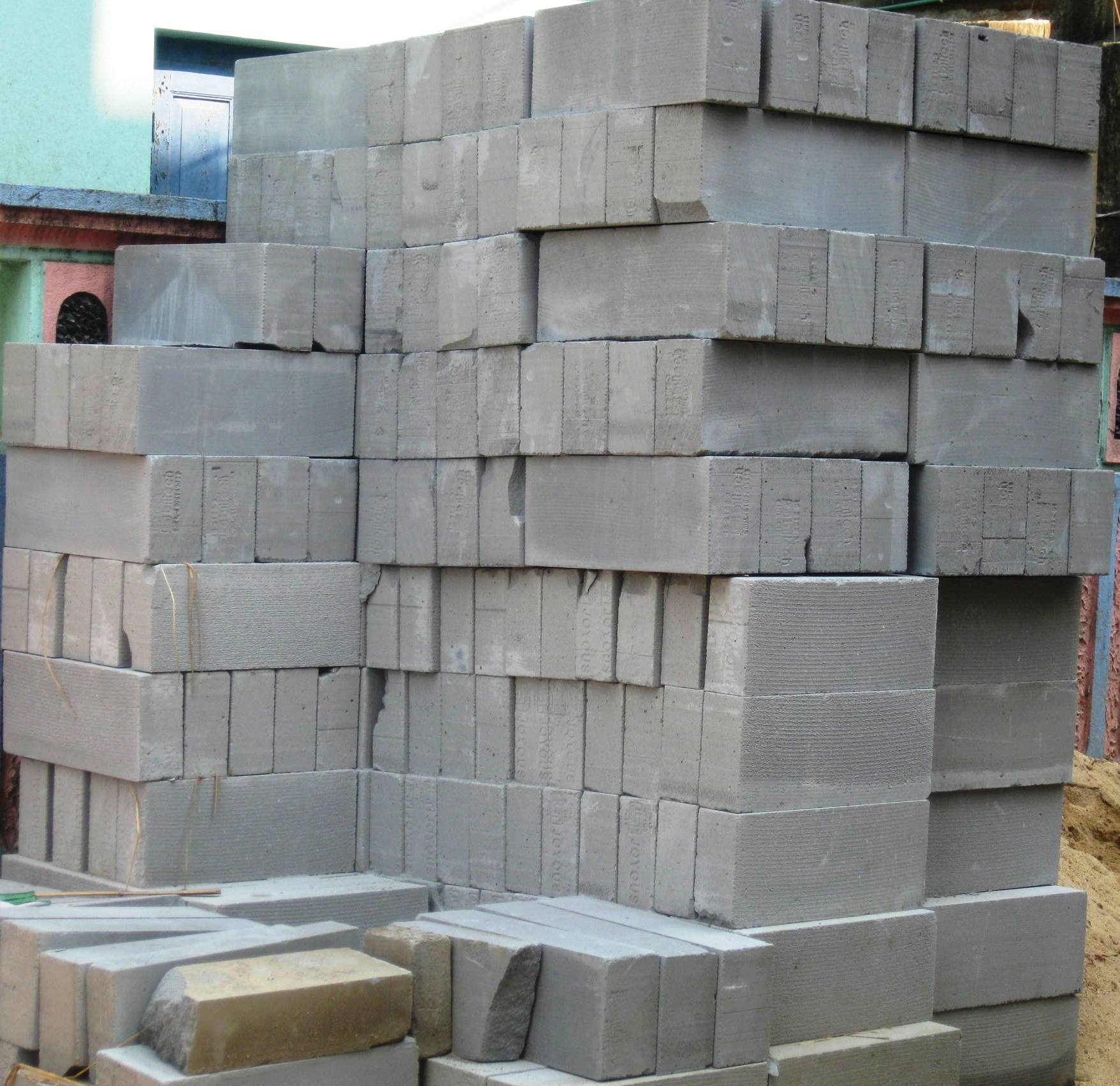
Betonowe bloczki murarskie

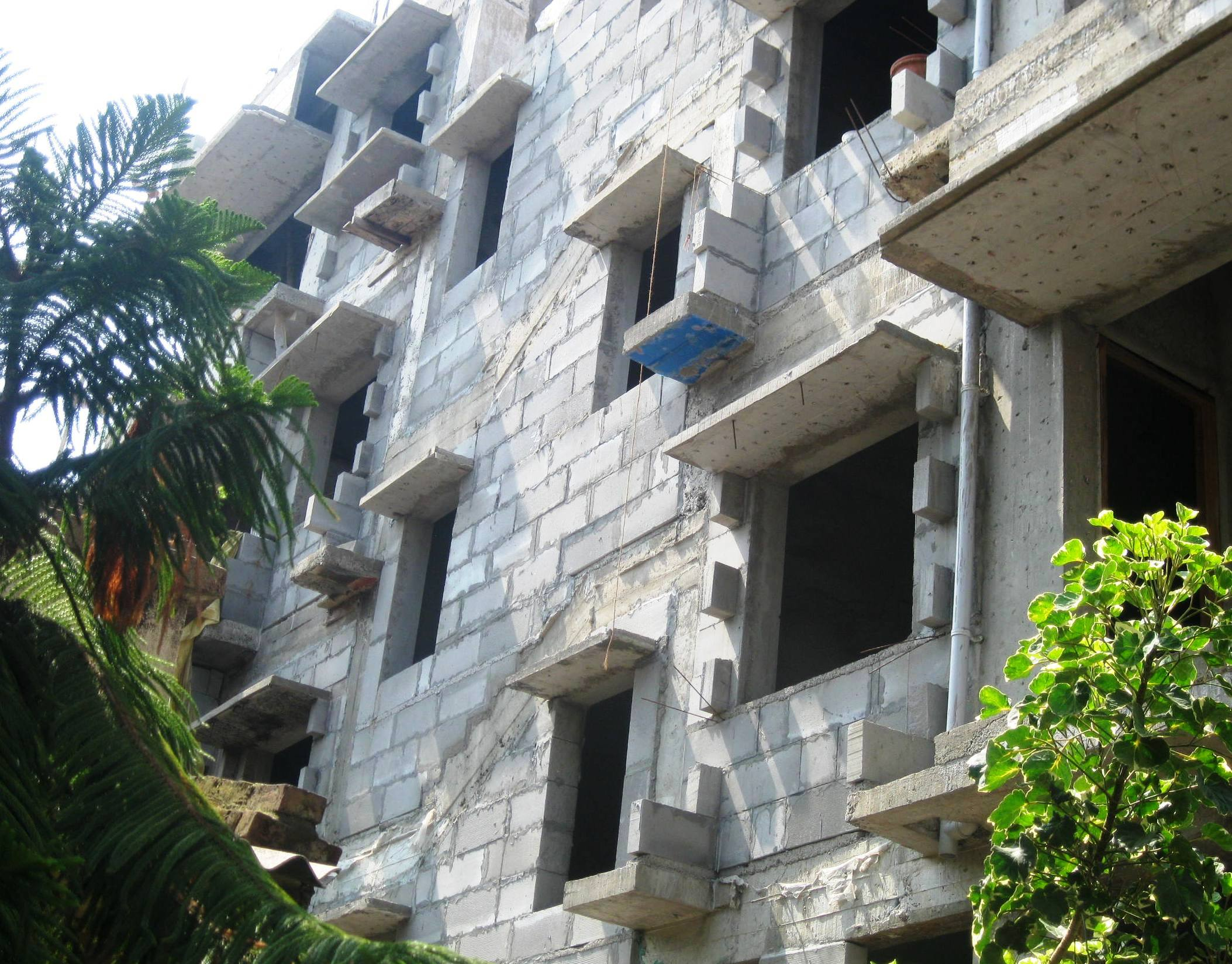
Budynek zbudowany z bloczków betonowych.

Pustak ścienny – wyrób ceramiczny lub betonowy (z betonu zwykłego lub na kruszywie lekkim, np. keramzycie) przeznaczony do wykonywania ścian zewnętrznych i wewnętrznych. Proces produkcji pustaków ceramicznych jest analogiczny do produkcji cegły ceramicznej, pustaki betonowe wytwarza się przez wypełnienie form masą betonu, zagęszczenie, rozformowanie. Pustaki poprzez proces wiązania i twardnienia uzyskują wymaganą wytrzymałość mechaniczną. Pustaki charakteryzują się zazwyczaj większymi wymiarami i otworami o różnym układzie. Otwory często usytuowane są mijankowo, co minimalizuje powstawanie mostków termicznych. Większe gabaryty pustaków przyśpieszają wykonywanie robót murarskich oraz zmniejszają liczbę spoin, które także mają mniejszą izolacyjność niż pustak. Izolacyjność termiczna ścian jest najistotniejsza przy wykonywaniu ścian zewnętrznych. Do wyrobów ceramicznych należą także specjalne pustaki do murowania przewodów dymowych. Pustaki te, z zewnątrz sześcienne, mają wewnątrz przelotowy, okrągły otwór. Pustaki, podobnie jak i inne materiały używane do wykonywania elementów konstrukcyjnych budynku produkowane są o różnej, określonej wytrzymałości mechanicznej. Cechę tę określa się za pomocą klasy, np. klasa 15 oznacza wyrób o wytrzymałości na ściskanie 15 MPa.